# Norra Vätterns skärgård
Norra Vätterns skärgård är ett naturreservat i Askersunds kommun i Örebro län.
Området är naturskyddat sedan 2009 och är 30 hektar stort. Reservatet omfattar holmar och ett femtiotal öar i norra Vättern, vilka främst är bevuxna av hällmarkstallskog.